# 奥大井湖上駅
奥大井湖上駅（おくおおいこじょうえき）は、静岡県榛原郡川根本町梅地にある大井川鐵道井川線の駅である。愛称は奥大井恋錠駅（おくおおいこじょうえき）。

## 概要

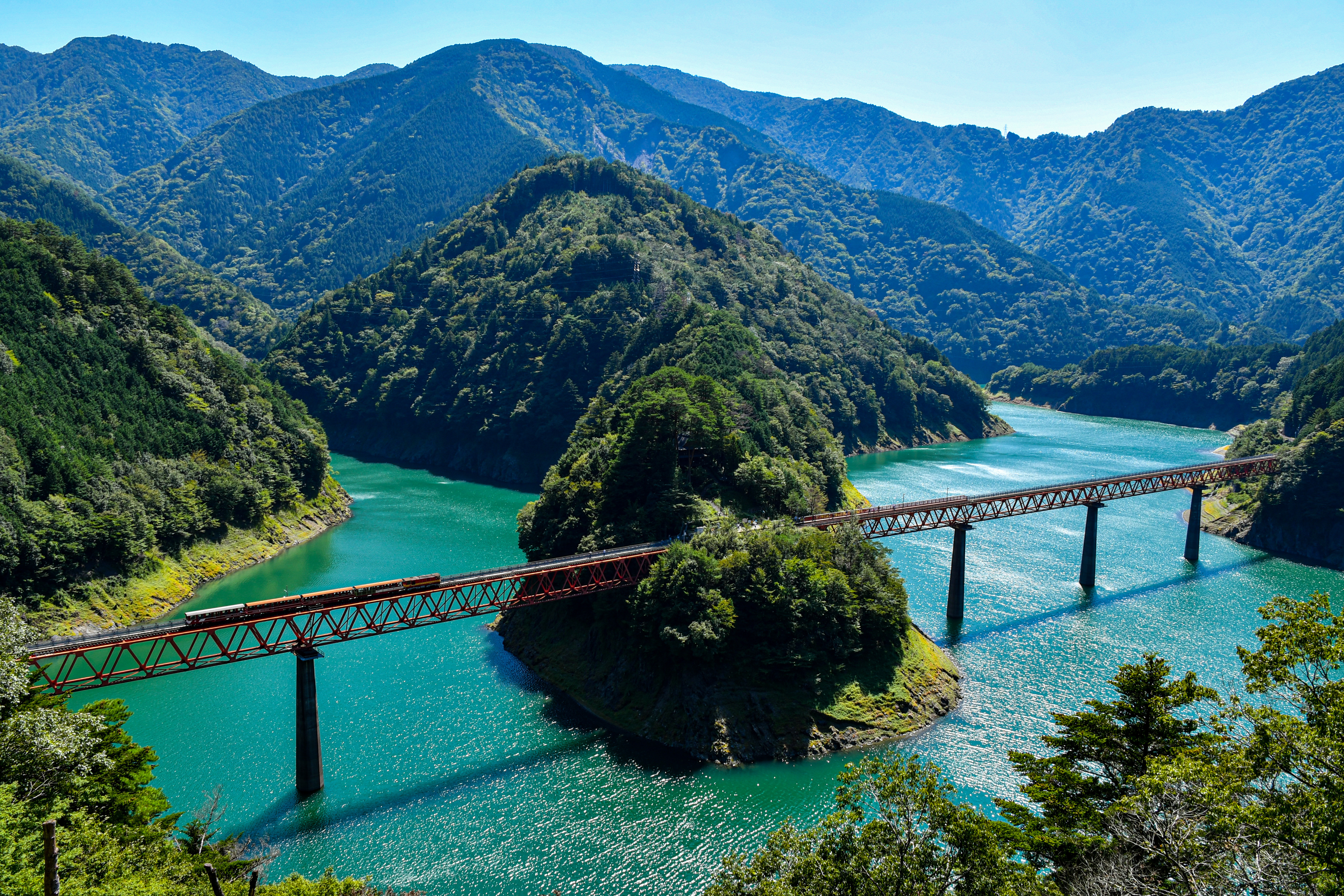
奥大井湖上駅とレインボーブリッジ（2021年9月）

当駅は井川線の一部が長島ダムの建設によってダム湖に沈むことから1990年に新線へ移設された際、新駅として開業したもの。駅構内および鉄橋上からは、ダム建設による切り替え前の旧線の橋を一望できる。
海抜は490m。長島ダムのダム湖である接岨湖に突き出た半島状の山の突端に位置する。この場所はダム建設以前に谷が大きく蛇行していた部分の尾根にあたり、駅および鉄橋は湖底（つまりかつての谷底）からの高さが70mもある。
前後を2本の巨大な鉄橋「レインボーブリッジ」（東京港の「レインボーブリッジ」より先に命名。そちらとの区別のため「奥大井レインボーブリッジ」とも呼称）に挟まれ、更に周辺に民家等は無く、さながら陸の孤島の様相を呈している。このため秘境駅に数えられることもある。
周囲に市街など人工光源がほとんどない立地を生かして、夜間に星空を眺める観光客向け臨時列車「星空列車」が停車する。

## 歴史
- 1990年（平成2年）10月2日：開業。
- 2001年（平成13年）：中部の駅百選に選定される[要出典]。
- 2019年（令和元年）：クールジャパンアワードを受賞[6]。

## 駅構造
単式1面1線のホームを持つ。ホームの一部は橋梁上にもせりだしており、駅名通り「湖上」となっている。
駅の出入口は接岨峡温泉駅側の鉄橋に併設されている歩道で、これを渡ると階段・山道を経由して静岡県道388号接岨峡線に出ることができる。県道には当駅の駐車場も用意されているものの、駐車場と駅との間は片道で15～20分ほどの時間を要する。利用者はほぼ全員が観光客であり、当駅や展望の良い丘や橋を通ること自体が人気のウォーキングコースとなっている。大井川鐵道では当駅から接岨峡温泉駅までのハイキングコースを案内している。
当駅のホーム上には、幸せを呼ぶ鐘「Happy Happy Bell 風の忘れもの」が設置されており、その脇には「愛の鍵箱」と呼ばれるオブジェが設置されている。「愛の鍵箱」は恋人が愛を誓って錠前をかける場となっており、このための錠前と鍵のセット「愛の恋錠」が奥泉駅、井川駅等で販売されている。

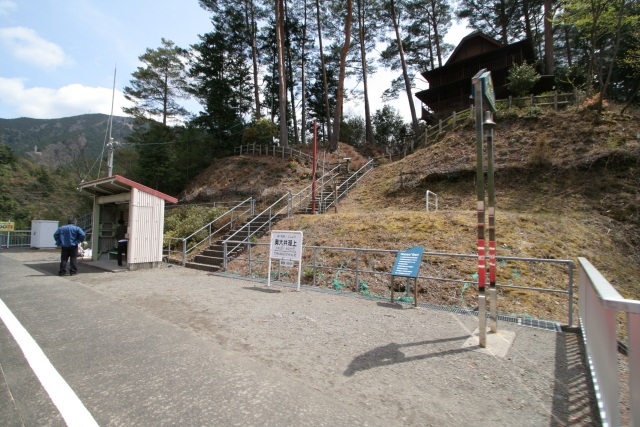
駅ホーム（2008年4月）
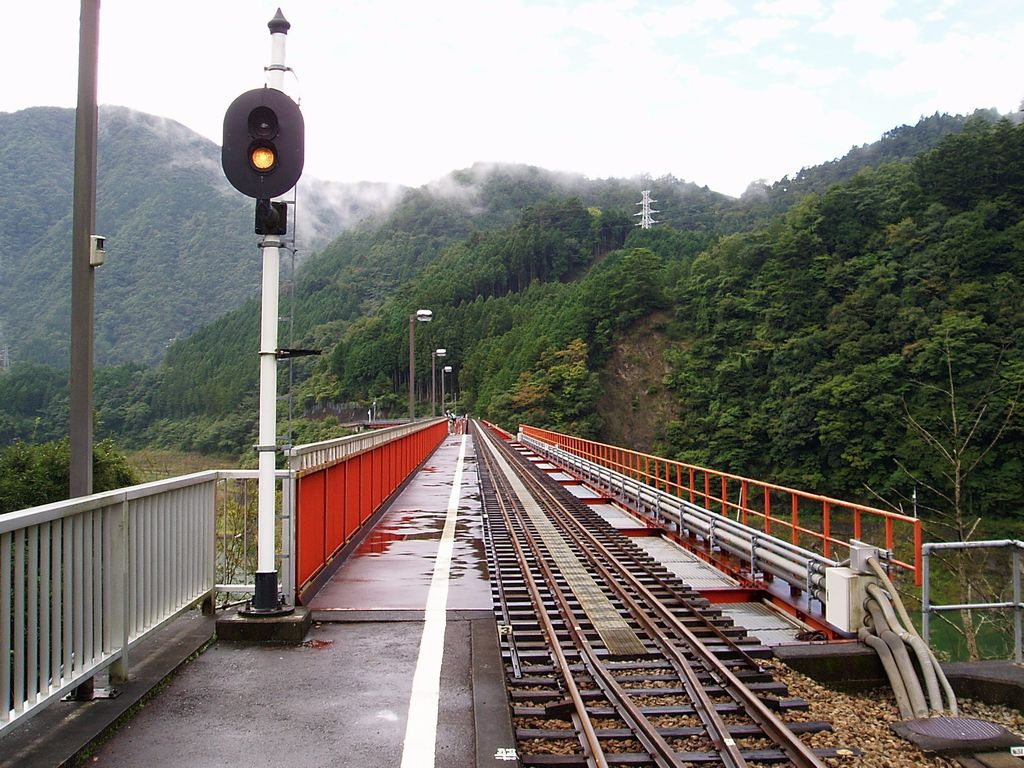
ホームの千頭側は鉄橋上にかかっている（2007年10月）
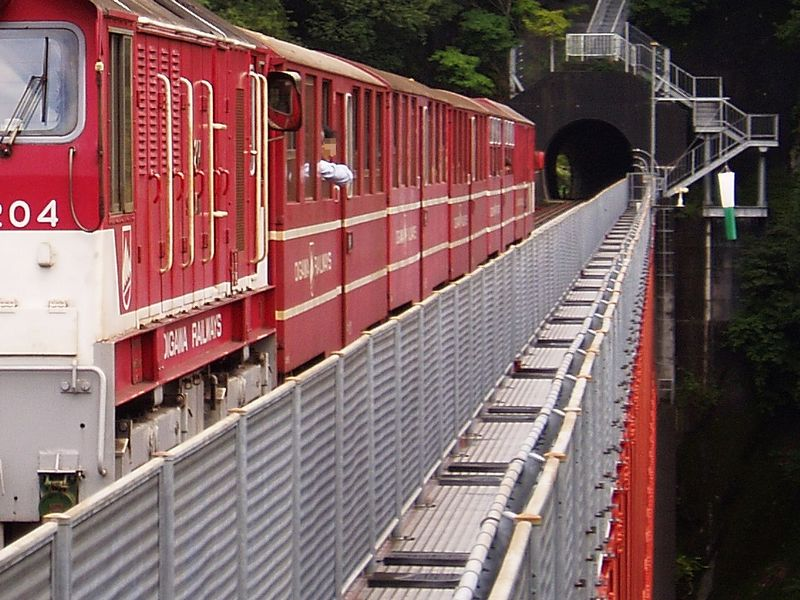
接岨峡温泉側の鉄橋は歩道を併設（2007年10月）
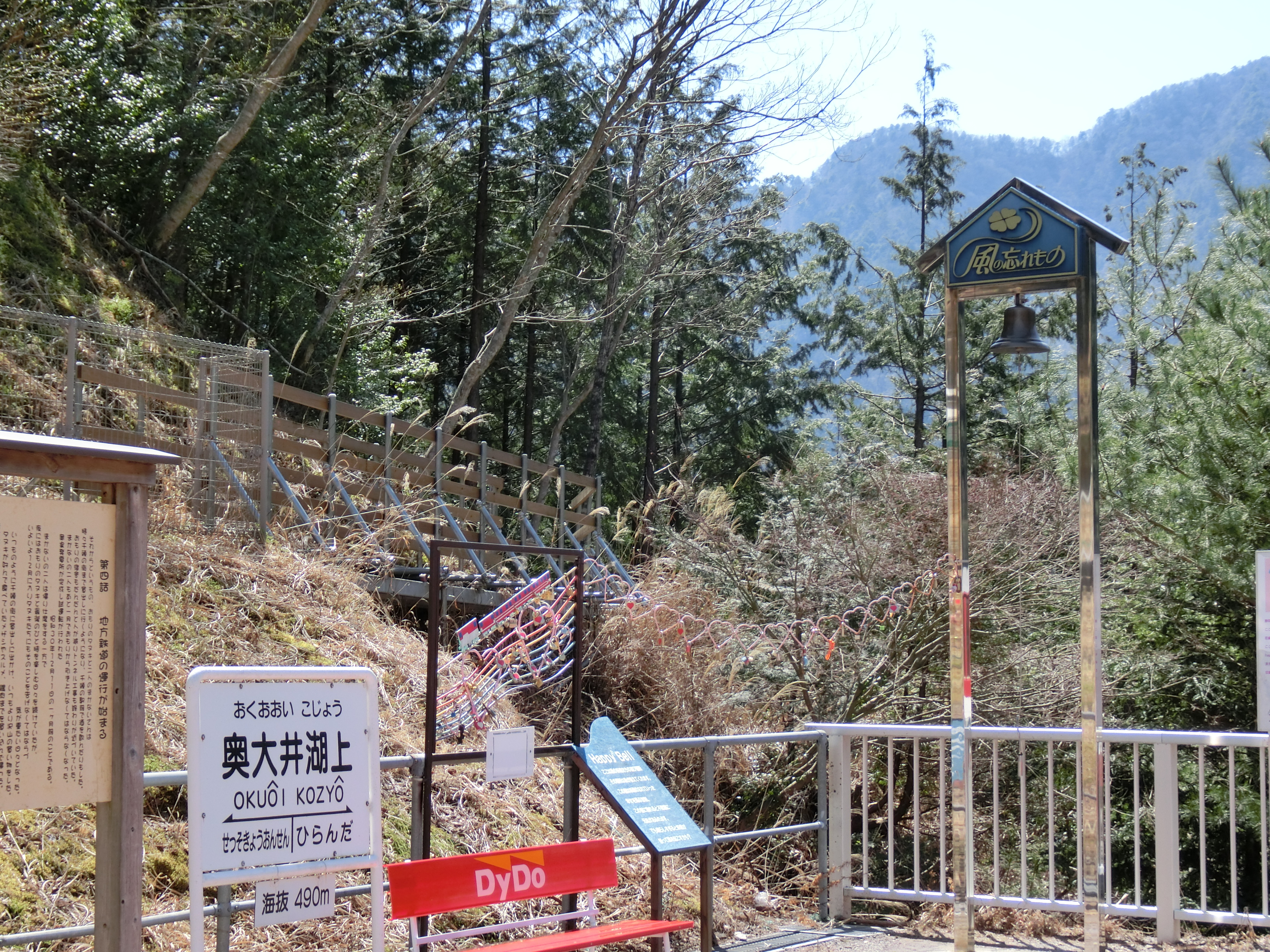
ホーム上に設置されている「Happy2 Bell」（2015年3月）

## 駅周辺
- 天狗石山
- レイクコテージ奥大井
  - 駅から少し登ったところにある2階建ての展望施設で、1階は休憩所とトイレ、2階は展望台という構造[4][10]。
  - 冬季閉鎖の場合あり。

## メディアでの紹介、駅の立地を活用したイベント等
当駅に関しては、2008年4月30日にフジテレビ系列で放送された『ザ・ベストハウス123』の中でとり上げられたほか、2015年4月に放送開始され、タモリやトミー・リー・ジョーンズが出演したサントリー『「プレミアムBOSS ブラック」のテレビCM”「プレミアム鉄道」編”のロケ地として当駅を挟むレインボーブリッジが選ばれている。
前記『ザ・ベストハウス123』で「日本の不思議な駅ベスト3」の第1位にランクインされた当駅は一躍脚光を浴びるところとなり、当駅が所在する川根本町の役場や観光協会組織「川根本町まちづくり観光協会」には問い合わせの電話が殺到した。折しも放送から約2年半経過した2010年10月2日に当駅を擁する井川線の新線（アプト）区間が開通20周年を迎えることになっていたこともあり、川根本町まちづくり観光協会は「この風景を広く知ってもらえば観光客がもっと増えるのでは」との思惑から、マスメディアからも注目されると期待できる結婚式イヴェントを企画するに至る。
「奥大井結婚式」と銘打たれたこの結婚式イヴェントは川根本町の地域資源を活かす形で挙行されることで同町が有する豊かな自然を多くの人々に知らしめることを目的としており、当駅を初めとする同町内に所在する施設が式場として用意されているが、これら町内施設のうち当駅が式場として使用されたのは、井川線新線区間開通20周年を迎えた2010年10月2日当日と、2012年の3月と10月の少なくとも計3回となっている。
このうち、初めて当駅を使用して2010年10月2日に結婚式が挙行された際には、参加を希望し応募した19組の中から選ばれた1組のカップルが大井川鐵道の制服姿と純白のウエディングドレス姿で式に臨み、当駅に設置されている鐘を誓いを込めて打ち鳴らす等していたが、この挙式の中で同じく当駅に備え付けられた「愛の鍵箱」にカップルが一緒になって鍵をかけるという演出が行われたことがきっかけとなって、商品としての「愛の恋錠」が企画されると共に「愛の鍵箱」は引き続き当駅ホームに備え付けとなり、更に当駅を”奥大井恋錠駅”の愛称で浸透させることをも目論むようになった。
2017年7月7日から同年8月6日の土曜・日曜には、地域や企業計10団体が手掛けたSurprise Trip Letter「まるで海外のような絶景を旅しよう」の企画で奥大井湖上駅のレイクコテージ内に臨時郵便局が開設された。期間中、来場者に特製のレターセットがプレゼントされ、臨時ポストに投函するとオリジナルの消印が押された。

## 隣の駅
大井川鐵道
■井川線
ひらんだ駅 - 奥大井湖上駅 - 接岨峡温泉駅